# Wilt Chamberlain
Wilton Norman Wilt Chamberlain (Filadèlfia, 21 d'agost de 1936 - Los Angeles, 12 d'octubre de 1999) fou un jugador de bàsquet professional estatunidenc de l'NBA, que va jugar pels Philadelphia/San Francisco Warriors, els Philadelphia 76ers i per Los Angeles Lakers; també va jugar pels Harlem Globetrotters abans de jugar a l'NBA. Feia 2,15 m i pesava 113 kg quan era rookie abans d'arribar a pesar 124 kg amb els Lakers. Jugava de pivot i es considera pels jugadors dels mateixos temps com un dels jugadors millors i més dominants en la història de l'NBA.
Chamberlain té molts rècords oficials de tots els temps de l'NBA, fent diversos rècords d'anotació, de rebots i de durabilitat. Entre altres aconseguiments notables, és l'únic jugador de la història de l'NBA en tenir de mitjana més de 40 i 50 punts en una temporada o anotar 100 punts en un sol partit de l'NBA. Va guanyar set títols d'anotació, nou de percentatge de tir, i onze títols de rebot, i fins i tot va liderar la lliga en assistències. Tot i que va sofrir una llarga cadena de pèrdues professionals, Chamberlain va tenir una reeixida carrera, guanyant dos títols de l'NBA, aconseguint quatre premis MVP, el premi Rookie de l'Any, un MVP a les finals de l'NBA Finals MVP, i sent elegit en 13 All-Star Games i deu Equips All-NBA, tant en el primer equip com en el segon. Posteriorment, Chamberlain va ser consagrat al Naismith Memorial Basketball Hall of Fame el 1978, elegit a l'equip del 35è aniversari de l'NBA del 1980, i escollit com un dels 50 millors jugadors de la història de l'NBA el 1996.
Chamberlain es coneixia per diversos sobrenoms durant la seva carrera com a jugador. Odiava els que feien referència a la seva alçada, com ara Goliath (Goliat) i Wilt the Stilt (Wilt la Xanca), sobrenom encunyat durant el seu pas per la high school per un periodista esportiu de Filadèlfia. Preferia The Big Dipper (El gran abaixador), encunyat pels seus amics, que veien Chamberlain abaixar el seu cap per no topar amb les entrades de les interposicions. També se'l coneixia com a Chairman of the Boards.

## Biografia
Wilton Norman Chamberlain va néixer l'agost 21 de 1936, a Filadèlfia, Pennsilvània, el sisè de nou fills dels sudistes Olivia Ruth (de soltera Johnson), una treballadora domèstica, i William Chamberlain, un soldador i manetes. La família vivia en un barri de classe mitjana a la secció de Haddington a l'oest de Filadèlfia. Chamberlain es va criar com a baptista.
El primer esport competitiu de Chamberlain va ser la pista. Com a alumne de quart grau, va dirigir els relleus de Penn de 1946 entre companys d'equip més grans. Alt des de petit, feia 1,83 m als 10 anys. Va estar a punt de morir de pneumònia de petit i, com a resultat, va faltar un any sencer a l'escola. Durant la primera infància, no li interessava el bàsquet, que considerava un joc per a marietes. Segons Chamberlain, però, el bàsquet era el rei a Filadèlfia, així que finalment es va dedicar a l'esport a setè grau, mentre assistia a Shoemaker Junior High School.

## Llegat

### Premis i honors
Chamberlain és considerat com un dels jugadors de bàsquet més extraordinaris i dominants de la història de l'NBA. Els companys contemporanis sovint tenien por de jugar contra Chamberlain. Russell temia regularment ser avergonyit per Chamberlain, i Walt Frazier va qualificar el seu domini a la cort de còmic.
Chamberlain té nombrosos rècords oficials de tots els temps de l'NBA. L'antic company d'equip Billy Cunningham va dir: «La guia de l'NBA es llegeix com el diari personal de Wilt». Va ser un campió, el millor rebot de tots els temps i un precís tirador. Va liderar l'NBA en anotacions set vegades, percentatge de tirs de camp nou vegades, minuts jugats vuit vegades, onze rebots i assistències una vegada. Chamberlain és més recordat pel seu partit de 100 punts, que es considera àmpliament un dels rècords més importants del bàsquet. Dècades després del seu rècord, molts equips de l'NBA no van aconseguir 100 punts de mitjana.
El més a prop que un jugador ha arribat als 100 punts va ser Kobe Bryant dels Lakers, que va anotar 81 el 2006. Després, Bryant va dir que el registre de Chamberlain és «impensable ... És bastant esgotador pensar-hi».
A l'escola secundària i a la universitat, Chamberlain va ser el Sr. Basketball USA, el jugador més destacat del torneig de la NCAA el 1957, i el primer equip All-American amb doble consens el 1957 i el 1958. La seva samarreta número 13 va ser retirada pels Kansas Jayhawks, Harlem Globetrotters, Golden State Warriors, Philadelphia 76ers i Los Angeles Lakers. Chamberlain va guanyar dos campionats de l'NBA, quatre premis al jugador més valuós (MVP) de la temporada regular, el premi al debutant de l'any, un premi a l'MVP de les finals i un premi a l'MVP de l'All-Star Game, i va ser seleccionat per a 13 All-Star Games i 10 All-NBA Teams: set primers i tres equips de segon. També va formar dues vegades el primer equip defensiu.
Durant la seva carrera a l'NBA, Chamberlain va cometre poques faltes malgrat el seu joc accidentat al pal, i mai no va sortir d'un partit de temporada regular ni de playoffs en els seus 14 anys de carrera a l'NBA. La seva mitjana de carrera va ser de dues faltes per partit tot i haver fet una mitjana de 45,8 minuts per partit al llarg de la seva carrera. Va tenir cinc temporades en les quals va cometre menys de dues faltes per partit, i un mínim d'1,5 faltes durant la temporada 1962, en la qual també va fer una mitjana de 50,4 punts per partit. Les seves faltes per 36 minuts, una estadística que s'utilitza per comparar jugadors amb una mitjana de minuts molt diferents, va ser d'1,6 per partit.
El joc de Chamberlain va evolucionar durant la seva carrera de jugador. L'entrenador dels Lakers de Chamberlain, Bill Sharman, va dir: «Primer va ser un golejador. Després va ser un rebot i un assistent. Després, amb el nostre gran equip dels Lakers el 1972, es va concentrar en l'extrem defensiu». Durant les seves dues temporades de campionat, Chamberlain va liderar la lliga en rebots mentre la seva puntuació va disminuir. Durant la seva primera temporada de campionat, les seves assistències també van augmentar, registrant dues temporades consecutives amb vuit assistències per partit i guanyant un títol d'assistència. El 1971–72, als 35 anys i corrent menys, el seu joc tenia una mitjana de només nou tirs per partit en comparació amb els 40 de la seva temporada rècord 1961–62. Durant l'època de Chamberlain, encara no s'havien registrat estadístiques defensives com els bloquejos i els robatoris. Segons el director general dels Sixers de la dècada del 1960, Jack Ramsay, «Harvey [Pollack] va dir que solia dir a un dels seus estadístics que fes un seguiment dels blocs de Wilt als grans partits... Una nit, van arribar a 25». Les dades informades de 112 partits jugats per Chamberlain per als Lakers a la dècada del 1970 mostren que va fer una mitjana de 8,8 blocs per partit.
Per les seves gestes, Chamberlain va ser consagrat al Naismith Memorial Basketball Hall of Fame el 1978, nomenat part de l'equip del 35è aniversari de l'NBA el 1980, un dels 50 millors jugadors de la història de l'NBA el 1996, i va ocupar el lloc a la llista d'ESPN Top of the North American Century. El 2007, ESPN més aviat Chamberlain va ser el segon millor centre de tots els temps per darrere de Kareem Abdul-Jabbar, i va ocupar el segon lloc al Top 50 NBA Players of All-Time in NBA History ' Slam el 2009, i sisè a la llista d'ESPN dels millors jugadors de tots els temps, 2024 i tercers de l'NBA. centre de tots els temps darrere d'Abdul-Jabbar i Bill Russell. El 2022, Chamberlain va ocupar el cinquè lloc a la llista d'ESPN de l'equip del 75è aniversari de l'NBA, i el sisè en una llista similar per The Athletic.

### Canvis de regles
Part de l'impacte de Chamberlain en el bàsquet és responsabilitat directa seva per uns quants canvis de regles a l'NBA, inclòs l'ampliació del carril per intentar mantenir els grans més allunyats de la cistella, la institució de la interposició, la prohibició de matar per convertir tirs lliures i una revisió de les regles que regulen l'entrada de la pilota, com ara fer que sigui il·legal l'entrada de la pilota per sobre. A la història del bàsquet, els experts han afirmat que l'únic altre jugador que va forçar un canvi de regles tan massiu és el central dels Lakers de Minneapolis George Mikan, de 2,08 m, que va jugar una dècada abans que Chamberlain i també va provocar molts canvis de regles dissenyats per frustrar els centres dominants, com ara l'ampliació del carril i la interposició.

### Rivalitat entre Chamberlain i Russell

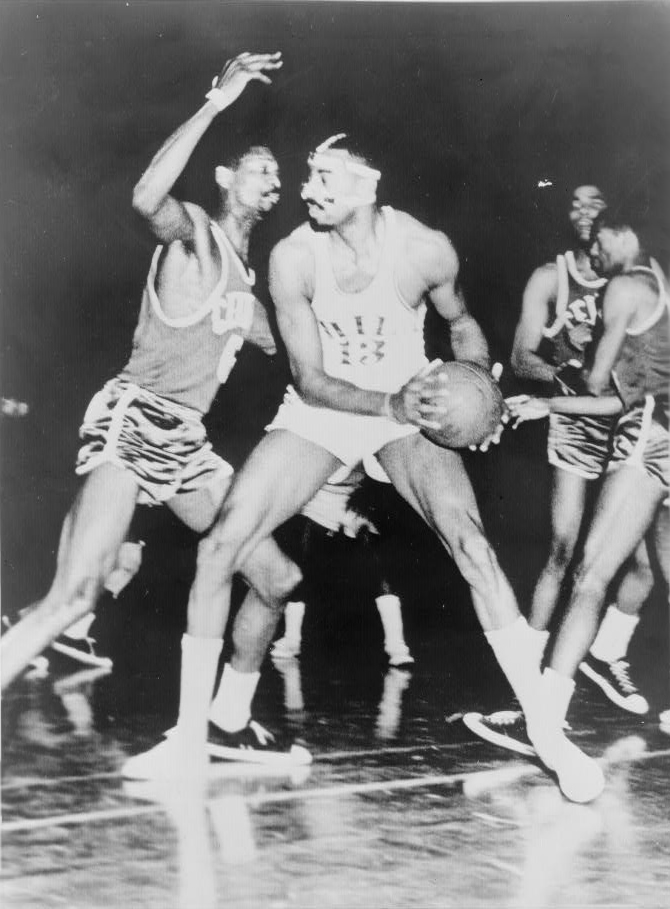
Chamberlain va ser defensat per Bill Russell dels Celtics el 1966

La rivalitat a la pista entre Chamberlain i Bill Russell es cita com una de les més grans de tots els temps. Tot i que hi va haver tres enfrontaments a les Finals de l'NBA a la rivalitat Bird-Magic posterior, Larry Bird i Magic Johnson van jugar en diferents posicions i no es van protegir mútuament. Russell va guanyar 11 títols de l'NBA en la seva carrera, mentre que Chamberlain va guanyar dos. Chamberlain va ser nomenat primer equip de l'NBA set vegades en comparació amb els tres de Russell, però Russell va ser nomenat MVP de l'NBA, aleshores seleccionat pels jugadors, cinc vegades contra els quatre de Chamberlain. Els Celtics de Russell van guanyar set de les vuit sèries de playoffs contra els equips Warriors, 76ers i Lakers de Chamberlain, i es van enfrontar 57–37 a la temporada regular i 29–20 als playoffs. Els equips de Russell van guanyar els quatre partits decisius de la sèrie contra els de Chamberlain per un marge combinat de nou punts.
La comparació entre Chamberlain i Russell sovint es simplifica a una entre un gran jugador (Chamberlain) amb un jugador que fa gran el seu equip (Russell); un individualista contra un jugador d'equip. Chamberlain diria que Boston no confiava en el gol de Russell i que Russell es podia concentrar en la defensa i el rebot. Chamberlain va continuar: «He d'encertar quaranta punts més o menys, o aquest equip està en problemes. He de marcar, entenc? Després d'això jugo a la defensa i trec la pilota dels taulers. Intento fer-los tots, el millor que puc, però el gol és el primer». Chamberlain va superar a Russell per 30 a 14,2 i el va rebotar per 28,2 a 22,9 a la temporada regular, i va superar a Russell per 25,7 a 14,9 i va superar Russell per 28 a 24,7 als playoffs.
Russell i Chamberlain eren amics a la vida privada. Russell mai va considerar a Chamberlain el seu rival i no li agradava el terme, preferint 
competidors, i també va dir que poques vegades parlaven de bàsquet quan estaven sols. Quan Chamberlain va morir el 1999, el nebot de Chamberlain va declarar que Russell era la segona persona a qui se li va ordenar informar. Encara que abans eren amics, després que Russell critiqués a Chamberlain per la seva actuació durant el partit 7 de les finals de l'NBA de 1969, els dos homes no van parlar durant dues dècades. Russell es va disculpar en privat amb Chamberlain i més tard es va disculpar públicament en una entrevista conjunta de 1997 amb Bob Costas. Les Finals de l'NBA de 1969 són sens dubte la taca més gran de la carrera de Chamberlain; els seguidors de Chamberlain van dir que Russell va guanyar més partits perquè tenia companys d'equip més hàbils; a les finals; tanmateix, l'equip de Chamberlain va ser afavorit i perdut.

### Reputació de perdedor
Tot i que Chamberlain va acumular algunes de les estadístiques més impressionants de la història dels esports professionals, sovint se'l va dir egoista i perdedor perquè només va guanyar dos campionats de l'NBA i va perdre set de les vuit sèries de playoffs contra els equips dels Celtics de Bill Russell. Frank Deford d'ESPN va dir que Chamberlain es va quedar atrapat en una situació de no guanyar: «Si guanyes, tothom diu: Bé, mira'l, és tan gran. Si perds, tothom dirà: Com podria perdre, un noi d'aquesta mida?» Citant l'explicació de l'entrenador Alex Hannum sobre la seva situació, Chamberlain deia sovint: «Ningú no arrela Goliat».

Rick Barry va escriure:
| « | Diré el que senten la majoria dels jugadors, que és que Wilt és un perdedor ... És terrible en els grans partits. Ell sap que perdrà i se'l culparà de la pèrdua, així que li fa por, i ho veus als seus ulls; i qualsevol que hagi jugat alguna vegada amb ell estarà d'acord amb mi, independentment de si ho admetria públicament ... Quan es tracta dels últims minuts d'un partit dur, un partit important, no vol la pilota, no vol cap part de la pressió. És en aquests moments quan la grandesa està determinada i Wilt no la té. No hi ha manera de comparar-lo amb un professional com un Bill Russell o un Jerry West ... aquests són competidors d'embragatge. | » |

La principal debilitat de Chamberlain va ser el seu pobre tir lliure. Chamberlain va dir més tard que era un cas psicològic en aquest aspecte. Igual que posteriorment el centre Shaquille O'Neal, Chamberlain rebria una falta intencionada i va ser objectiu de crítiques per això. Es van oferir molts suggeriments; els va disparar amb la mà, amb una mà, amb dues mans, des del costat del cercle, des de molt per darrere de la línia, i l'hi va inclinar. L'entrenador Hannum va suggerir una vegada a Chamberlain que disparés  com a tir lliure, però Chamberlain va tenir por de cridar més l'atenció sobre el seu principal error.
Malgrat els seus problemes de línia de falta, Chamberlain va establir el rècord de l'NBA, que més tard va ser igualat per Adrian Dantley, de més tirs lliures realitzats (28) amb la tècnica de subjecció en un partit de temporada regular en el seu joc de 100 punts de 1962. Chamberlain va dir més tard que estava massa avergonyit de la tècnica subtil per continuar utilitzant-la, tot i que constantment li donava millors resultats. Chamberlain va declarar que va fallar intencionadament els tirs lliures perquè un company pogués obtenir el rebot i anotar dos punts en lloc d'un.

## Vida personal

### Estatus d'estrella
Chamberlain va ser el primer gran guanyant del bàsquet; en entrar a l'NBA, immediatament es va convertir en el jugador més ben pagat. Chamberlain va ser el primer jugador de bàsquet que guanyava almenys 100.000 dòlars l'any; i va guanyar 1,5 milions de dòlars sense precedents durant els seus anys als Lakers.  Com a Philadelphia 76er, es podia permetre el luxe de llogar un apartament a Nova York i viatjar a Filadèlfia. Sovint es quedava fora fins ben entrada la nit i es despertava al migdia.
El compositor de jazz Thad Jones va anomenar la composició musical Big Dipper en honor a Chamberlain. Quan es va convertir en un Laker, Chamberlain va construir una mansió d'un milió de dòlars a Bel-Air i li va posar el nom d’Ossa Major,  amb el seu malnom The Big Dipper. Cherry va descriure la casa de Chamberlain com una mansió Playboy en miniatura, on feia festes regularment i vivia la seva notòria vida sexual. Això també va ser ajudat pel fet que Chamberlain patia insomni. La casa va ser dissenyada segons les preferències de Chamberlain; no tenia angles rectes i tenia una habitació classificada X amb parets amb mirall i un llit d'aigua cobert de pell. Chamberlain vivia sol, confiant en molts aparells automatitzats, amb dos gats anomenats Zip i Zap, i diversos gossos Gran danès. Chamberlain conduïa un Ferrari, un Bentley i un cotxe d'estil Le Mans anomenat Searcher One que va ser dissenyat i construït amb un cost de 750.000 dòlars el 1996.
Després de la seva mort el 1999, la propietat de Chamberlain es va valorar en 25 milions de dòlars.

### Estimar la vida

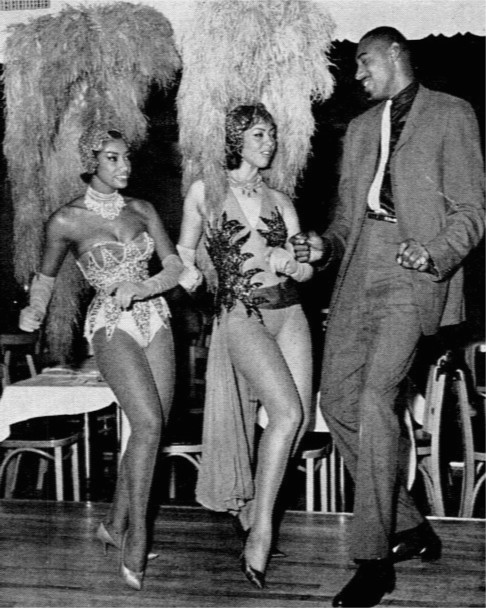
Chamberlain fent el gir amb dos ballarins al Smalls Paradise de Harlem, Nova York

Encara que Chamberlain era tímid i insegur quan era adolescent, més tard es va fer conegut per la seva dona. Segons el seu advocat Seymour Goldberg, «lgunes persones col·leccionen segells, Wilt col·lecciona dones». La saltadora d'alçada olímpica sueca Annette Tånnander, que va conèixer Chamberlain quan ell tenia 40 anys i ella en tenia 19, va dir que era un artista de captació extremadament confiat però respectuós, i va dir: «Crec que Wilt va colpejar tot el que es va moure... mai va ser dolent ni groller». El columnista del Los Angeles Times, David Shaw, va dir que Chamberlain era «groller i masclista amb la seva pròpia cita, com ho feia habitualment» durant un sopar amb Shaw i la seva dona; va afegir en un moment donat Chamberlain va abandonar la taula per obtenir el número de telèfon d'una dona atractiva a una taula propera.
En el segon llibre de Chamberlain, A View from Above, va afirmar haver tingut relacions sexuals amb 20.000 dones. Segons el seu contemporani Rod Roddewig, Chamberlain va documentar la seva vida amorosa utilitzant un cronòmetre diürn. Cada vegada que Chamberlain tenia relacions sexuals amb una dona diferent, posava un xec al seu Day-Timer. Durant un període de deu dies, hi havia 23 xecs al llibre; una taxa de 2,3 dones per dia. Chamberlain va reduir a la meitat aquest nombre per ser conservador i per corregir els graus de variació. Després va multiplicar aquest nombre pel nombre de dies que havia estat viu i li va restar 15 anys, donant-li el nombre de 20.000.
En resposta a la reacció pública sobre la seva promiscuïtat, Chamberlain va dir més tard: «La finalitat d'utilitzar el número era mostrar que el sexe era una gran part de la meva vida, ja que el bàsquet era una gran part de la meva vida. Aquesta és la raó per la qual estava solter». En una entrevista de 1999 poc abans de la seva mort, Chamberlain es va penedir de no haver explicat el clima sexual en el moment de la seva promiscuïtat i va advertir a altres homes que l'admiren per això, dient: «Amb tots vosaltres, homes que penseu que tenir mil dones diferents és genial, he après a la meva vida que he descobert que tenir una dona és molt més satisfactòria». Chamberlain també va dir que mai va estar a prop de casar-se i que no tenia cap intenció de criar cap fill.
El 2015, un home anomenat Aaron Levi va afirmar que era el fill de Chamberlain basant-se en documents no identificatius de la seva adopció i informació de la seva mare biològica. La germana de Chamberlain es va negar a proporcionar proves d'ADN per a les proves, de manera que l'afirmació de Levi no s'ha demostrat de manera concloent.

## Estadístiques a l'NBA

### Temporada regular
| Temp.    | Equip         | PJ    | MPP   | TC%   | TL%  | RPP   | APP  | PPP   |
| -------- | ------------- | ----- | ----- | ----- | ---- | ----- | ---- | ----- |
| 1959–60  | Philadelphia  | 72    | 46.4* | .461  | .582 | 27.0* | 2.3  | 37.6* |
| 1960–61  | Philadelphia  | 79*   | 47.8* | .509* | .504 | 27.2  | 1.9  | 38.4* |
| 1961–62  | Philadelphia  | 80*   | 48.5  | .506  | .613 | 25.7* | 2.4  | 50.4  |
| 1962–63  | San Francisco | 80*   | 47.6* | .528* | .593 | 24.3* | 3.4  | 44.8* |
| 1963–64  | San Francisco | 80    | 46.1* | .524  | .531 | 22.3  | 5.0  | 36.9* |
| 1964–65  | San Francisco | 38    | 45.9  | .499* | .416 | 23.5  | 3.1  | 38.9* |
| 1964–65  | Philadelphia  | 35    | 44.5  | .528* | .526 | 22.3  | 3.8  | 30.1* |
| 1965–66  | Philadelphia  | 79    | 47.3* | .540* | .513 | 24.6* | 5.2  | 33.5* |
| 1966–67† | Philadelphia  | 81*   | 45.5* | .683* | .441 | 24.2* | 7.8  | 24.1  |
| 1967–68  | Philadelphia  | 82    | 46.8* | .595* | .380 | 23.8* | 8.6* | 24.3  |
| 1968–69  | L.A. Lakers   | 81    | 45.3* | .583* | .446 | 21.1* | 4.5  | 20.5  |
| 1969–70  | L.A. Lakers   | 12    | 42.1  | .568  | .446 | 18.4  | 4.1  | 27.3  |
| 1970–71  | L.A. Lakers   | 82    | 44.3  | .545  | .538 | 18.2* | 4.3  | 20.7  |
| 1971–72† | L.A. Lakers   | 82    | 42.3  | .649* | .422 | 19.2* | 4.0  | 14.8  |
| 1972–73  | L.A. Lakers   | 82*   | 43.2  | .727* | .510 | 18.6* | 4.5  | 13.2  |
| Carrera  | Carrera       | 1,045 | 45.8  | .540  | .511 | 22.9  | 4.4  | 30.1  |
| All-Star | All-Star      | 13    | 29.8  | .590  | .500 | 15.1  | 2.7  | 14.6  |

L'NBA no va començar a portar estadístiques de taps per partits fins a la temporada posterior a la retirada de Chamberlain.

### Playoffs
| Temp.   | Equip         | PJ  | MPP  | TC%  | TL%  | RPP  | APP | PPP  |
| ------- | ------------- | --- | ---- | ---- | ---- | ---- | --- | ---- |
| 1960    | Philadelphia  | 9   | 46.1 | .496 | .445 | 25.8 | 2.1 | 33.2 |
| 1961    | Philadelphia  | 3   | 48.0 | .489 | .553 | 23.0 | 2.0 | 37.0 |
| 1962    | Philadelphia  | 12  | 48.0 | .467 | .636 | 26.6 | 3.1 | 35.0 |
| 1964    | San Francisco | 12  | 46.5 | .543 | .475 | 25.2 | 3.3 | 34.7 |
| 1965    | Philadelphia  | 11  | 48.7 | .530 | .559 | 27.2 | 4.4 | 29.3 |
| 1966    | Philadelphia  | 5   | 48.0 | .509 | .412 | 30.2 | 3.0 | 28.0 |
| 1967†   | Philadelphia  | 15  | 47.9 | .579 | .388 | 29.1 | 9.0 | 21.7 |
| 1968    | Philadelphia  | 13  | 48.5 | .534 | .380 | 24.7 | 6.5 | 23.7 |
| 1969    | L.A. Lakers   | 18  | 46.2 | .545 | .392 | 24.7 | 2.6 | 13.9 |
| 1970    | L.A. Lakers   | 18  | 47.3 | .549 | .406 | 22.2 | 4.5 | 22.1 |
| 1971    | L.A. Lakers   | 12  | 46.2 | .455 | .515 | 20.2 | 4.4 | 18.3 |
| 1972†   | L.A. Lakers   | 15  | 46.9 | .563 | .492 | 21.0 | 3.3 | 14.7 |
| 1973    | L.A. Lakers   | 17  | 47.1 | .552 | .500 | 22.5 | 3.5 | 10.4 |
| Carrera | Carrera       | 160 | 47.2 | .522 | .465 | 24.5 | 4.2 | 22.5 |